# Fregaty rakietowe typu Abukuma
Fregaty typu Abukuma   - seria  fregat rakietowych służących w Japońskich Morskich Siłach Samoobrony. W Japonii okręty klasyfikowane są jako eskortowce, a za granicą również jako niszczyciele eskortowe. 

## Historia
Projekt jednostek typu Abukuma opracowano w oparciu o budowane wcześniej fregaty typu Yubari. Okręty przystosowano do operowania na wodach przybrzeżnych, gdzie miały zwalczać okręty podwodne i nawodne. Do obrony przeciwlotniczej przewidziano jedynie uzbrojenie artyleryjskiej. Środki na budowę dwóch pierwszych jednostek zostały zagwarantowane w japońskim budżecie obronnym na rok 1986. Zamówienie na budowę jednostki prototypowej "Abukuma" (DE-229) zostało złożone 26 marca 1987. Budowa okrętu rozpoczęła się 17 marca 1988. Wodowanie miało miejsce 21 grudnia 1988, wejście do służby 12 grudnia 1989. Ostatnia szósta jednostka serii weszła do służby 8 lutego 1993.
Okręty typu Abukuma klasyfikowane są oficjalnie w Japonii jako otsu-gata goeikan, co można przetłumaczyć jako eskortowce drugiej klasy, a na zewnątrz są uznawane za niszczyciele eskortowe, czemu odpowiadają ich sygnatury numerów burtowych DE według systemu anglosaskiego (destroyer escort).

### Zbudowane okręty
- Abukuma (DE-229) - rozpoczęcie budowy 17 marca 1988, wodowanie 21 grudnia 1988, wejście do służby 12 grudnia 1989, wejście do służby 1988
- Jintsu (DE-230) - rozpoczęcie budowy 14 kwietnia 1988, wodowanie 31 stycznia 1989, wejście do służby 2 lutego 1990
- Ohyodo (DE-231) - rozpoczęcie budowy 8 marca 1989, wodowanie 19 grudnia 1989, wejście do służby 23 stycznia 1991
- Sendai (DE-232) - rozpoczęcie budowy 14 kwietnia 1989, wodowanie 26 stycznia 1990, wejście do służby 15 marca 1991
- Chikuma (DE-233) - rozpoczęcie budowy 14 lutego 1991, wodowanie 22 stycznia 1992, wejście do służby 24 lutego 1993
- Tone - (DE-234) - rozpoczęcie budowy 8 lutego 1991, wodowanie 6 grudnia 1991, wejście do służby 8 lutego 1993